# La Cornuaille
La Cornuaille és un antic municipi francès, situat al departament de Maine i Loira i a la regió de País del Loira. L'any 2007 tenia 895 habitants.
Des del 15 de desembre del 2016 pertany al municipi nou de Val d'Erdre-Auxencei s'ha convertit en municipi delegat.

## Demografia

### Població
El 2007 la població de fet de La Cornuaille era de 895 persones. Hi havia 347 famílies de les quals 82 eren unipersonals (37 homes vivint sols i 45 dones vivint soles), 118 parelles sense fills, 118 parelles amb fills i 29 famílies monoparentals amb fills.
La població ha evolucionat segons el següent gràfic:
Habitants censats

### Habitatges
El 2007 hi havia 412 habitatges, 358 eren l'habitatge principal de la família, 17 eren segones residències i 37 estaven desocupats. 385 eren cases i 15 eren apartaments. Dels 358 habitatges principals, 236 estaven ocupats pels seus propietaris, 117 estaven llogats i ocupats pels llogaters i 5 estaven cedits a títol gratuït; 17 tenien una cambra, 12 en tenien dues, 39 en tenien tres, 102 en tenien quatre i 188 en tenien cinc o més. 287 habitatges disposaven pel capbaix d'una plaça de pàrquing. A 145 habitatges hi havia un automòbil i a 176 n'hi havia dos o més.

### Piràmide de població
La piràmide de població per edats i sexe el 2009 era:
| Homes | Edats   | Dones |
| ----- | ------- | ----- |
| 0     | 95 o +  | 0     |
| 0     | 90 a 94 | 4     |
| 12    | 85 a 89 | 16    |
| 12    | 80 a 84 | 8     |
| 8     | 75 a 79 | 4     |
| 16    | 70 a 74 | 12    |
| 28    | 65 a 69 | 20    |
| 24    | 60 a 64 | 20    |
| 20    | 55 a 59 | 12    |
| 16    | 50 a 54 | 28    |
| 32    | 45 a 49 | 32    |
| 32    | 40 a 44 | 24    |
| 40    | 35 a 39 | 24    |
| 48    | 30 a 34 | 40    |
| 8     | 25 a 29 | 12    |
| 16    | 20 a 24 | 12    |
| 24    | 15 a 19 | 12    |
| 32    | 10 a 14 | 16    |
| 36    | 5 a 9   | 36    |
| 24    | 0 a 4   | 48    |

## Economia
El 2007 la població en edat de treballar era de 542 persones, 449 eren actives i 93 eren inactives. De les 449 persones actives 415 estaven ocupades (222 homes i 193 dones) i 33 estaven aturades (17 homes i 16 dones). De les 93 persones inactives 19 estaven jubilades, 42 estaven estudiant i 32 estaven classificades com a «altres inactius».

### Ingressos
El 2009 a La Cornuaille hi havia 381 unitats fiscals que integraven 990 persones, la mediana anual d'ingressos fiscals per persona era de 14.931 €.

### Activitats econòmiques
Dels 36 establiments que hi havia el 2007, 2 eren d'empreses extractives, 1 d'una empresa alimentària, 1 d'una empresa de fabricació d'altres productes industrials, 9 d'empreses de construcció, 7 d'empreses de comerç i reparació d'automòbils, 4 d'empreses d'hostatgeria i restauració, 1 d'una empresa d'informació i comunicació, 1 d'una empresa financera, 7 d'empreses de serveis, 1 d'una entitat de l'administració pública i 2 d'empreses classificades com a «altres activitats de serveis».
Dels 12 establiments de servei als particulars que hi havia el 2009, 1 era un paleta, 1 guixaire pintor, 2 fusteries, 4 lampisteries, 1 electricista, 1 perruqueria i 2 restaurants.
Dels 2 establiments comercials que hi havia el 2009, 1 era una botiga de menys de 120 m² i 1 una fleca.
L'any 2000 a La Cornuaille hi havia 74 explotacions agrícoles que ocupaven un total de 2.346 hectàrees.

## Equipaments sanitaris i escolars
El 2009 hi havia 2 escoles elementals.

## Poblacions més properes
El següent diagrama mostra les poblacions més properes.